# Muhammad Ali Samatar
Muhammad Ali Samatar, in somalo Maxamed Cali Samatar (Chisimaio, 1º gennaio 1931 – Virginia, 19 agosto 2016), è stato un politico e generale somalo.
Ha ricoperto la carica di Ministro della difesa della Somalia dal 1970 al 1987 e quella di Primo ministro dal febbraio 1987 al settembre 1990, nella parte finale del regime di Mohammed Siad Barre, Tenente generale dell'Esercito somalo era un membro importante del Consiglio Rivoluzionario Supremo somalo.
Durante la Guerra dell'Ogaden era il Comandante delle operazioni dell'Esercito nazionale somalo.
Rivestì un ruolo di primo piano nei rapporti tra Italia e Somalia.
Dopo lo scoppio della guerra civile, si è trasferito negli Stati Uniti, dove è morto all'età di 85 anni.